# Confusione (Giovanna)
Confusione è un singolo di Giovanna, con la partecipazione di Regina e Le Drastik Queen, pubblicato nel 2006 dalla Kicco Records.

## Tracce
1. Confusione (G. Nocetti)
2. Confusione (Spanish Version) (G. Nocetti)
3. Confusione (Base) (G. Nocetti)